# Mleko lodowcowe
Mleko lodowcowe – bogata w zawiesinę i dlatego nieprzezroczysta woda wypływająca strumieniem z lodowca przez bramę lodowcową.